# الحب في الثلاجة (فلم)
.

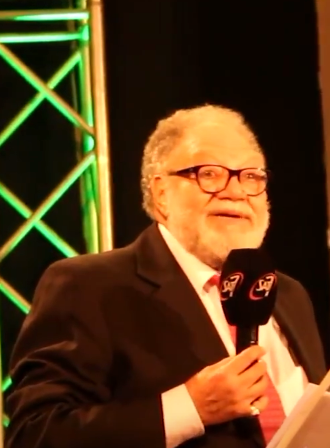
يحيى الفخراني في دور بطل الفيلم

الحب في الثلاجة هو فيلم مصري صدر عام 1992.

## قصة الفيلم
مهدي مواطن يعاني مثل الملايين من تعقيدات الحياة، ينجذب نحو الإعلان الذي يؤكد أنه قادر على الاحتفاظ بأجزائه سليمة إذا قام بتجميد نفسه، مهدي يقرر أن يجمد نفسه ويدخل الثلاجة بإرادته، وفي الثلاجة يوضع بجواره ديك ذبحه الجيران استعدادًا لحفل رأس السنة. وتنشأ صداقة بين مهدي والديك الذي يخبره بأن زوجة جاره على علاقة آثمة بشاب وسيم، الزوج لا يلقي بالاً لهذا الخبر فيذبح الزوج، ويتهم مهدي بقتله، يدخل ثلاجة المشرحة يقرر الجميع الثورة والخروج من الثلاجة، تطارد تلك الجثث الثائرة مجموعة من قوات الأمن، تسلط على الجثث مادة تعمل على إذابة الثلج حتى تتعفن جميعها.

## وصلات خارجية
- مقالات تستعمل روابط فنية بلا صلة مع ويكي بيانات